# Parenthood (série télévisée)
Pour les articles homonymes, voir Parenthood.
Parenthood ou Le Clan Braverman au Québec (Parenthood) est une série télévisée américaine en 103 épisodes de 42 minutes créée par Jason Katims et diffusée entre le 2 mars 2010 et le 29 janvier 2015 sur le réseau NBC. Au Canada, les deux premières saisons ont été diffusées sur Citytv, puis sur le réseau Global depuis la troisième saison.
En France, la série a été diffusée dès le 23 avril 2011 sur TF1 (saisons 1 et 2) puis rediffusée à partir du 25 avril 2013 sur HD1 (saisons 1 à 3 + 4.01). Au Québec, la série est diffusée sur la chaîne Moi & Cie Télé (anciennement Mlle). À La Réunion, la série est diffusée sur Antenne Réunion de la saison 1 à 6. En Belgique, la série est diffusée sur Plug RTL

## Synopsis
Basée sur le film du même nom, Parenthood relate les histoires de l'étendue famille Braverman, allant des parents, aux enfants et aux petits enfants à Berkeley, en Californie.

## Distribution

### Acteurs principaux
- Peter Krause (VF : Guillaume Orsat) : Adam Braverman
- Lauren Graham (VF : Nathalie Regnier) : Sarah Tracey Braverman
- Dax Shepard (VF : Emmanuel Garijo) : Crosby Braverman
- Monica Potter (VF : Patricia Piazza) : Kristina Braverman
- Erika Christensen (VF : Christine Bellier) : Julia Braverman-Graham
- Sam Jaeger (VF : Axel Kiener) : Joel Graham
- Savannah Paige Rae (VF : Charlotte Piazza) : Sydney Graham
- Sarah Ramos (VF : Adeline Chetail) : Haddie Braverman (saisons 1 à 3, récurrente saison 4, invitée saisons 5 et 6)
- Max Burkholder (VF : Max Renaudin) : Max Braverman
- Joy Bryant (VF : Ingrid Donnadieu) : Jasmine Braverman
- Tyree Brown (VF : Tom Trouffier) : Jabbar Trussell (saisons 2 à 6, récurrent saison 1)
- Miles Heizer (VF : Paolo Domingo) : Drew Holt
- Mae Whitman (VF : Noémie Orphelin) : Amber Holt
- Ray Romano : Hank (saisons 5 et 6, récurrent saison 4)
- Xolo Maridueña (VF : Martin Fagnon) : Victor Graham (saisons 4 à 6, invité saison 3)
- Bonnie Bedelia (VF : Evelyne Grandjean) : Camille Braverman
- Craig T. Nelson (VF : Patrice Melennec) : Zeek Braverman

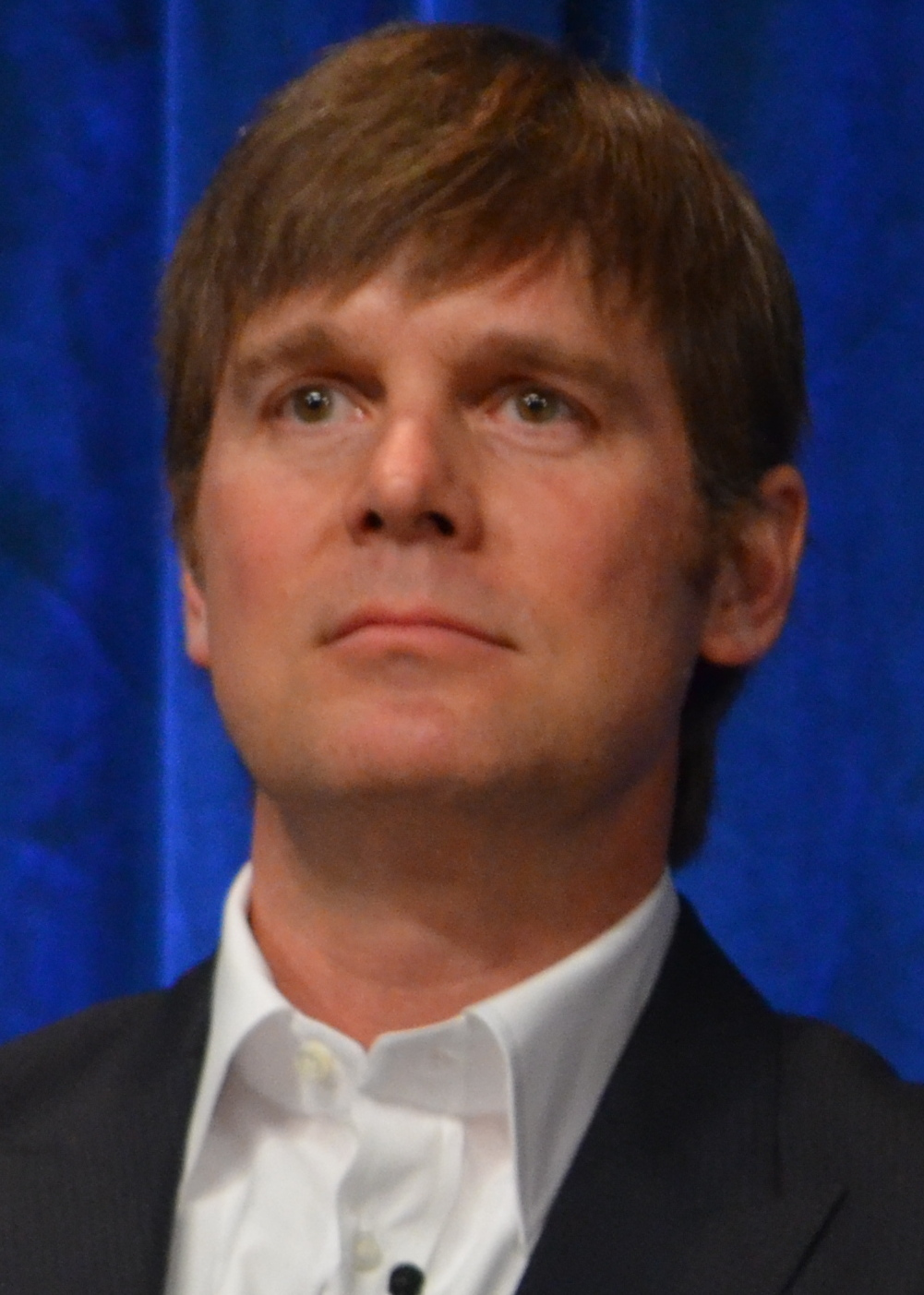
Peter Krause (Adam Braverman)
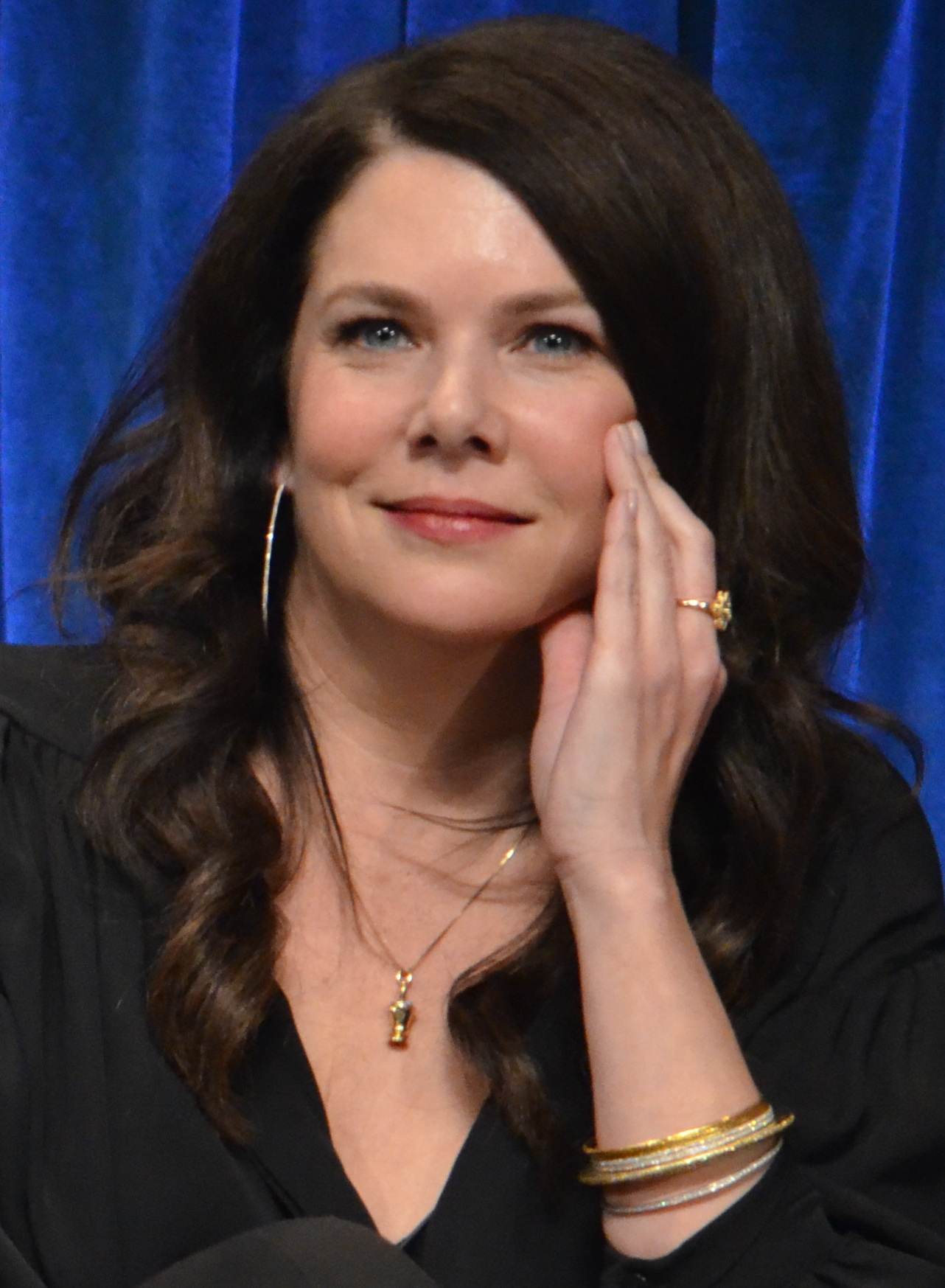
Lauren Graham (Sarah Braverman)
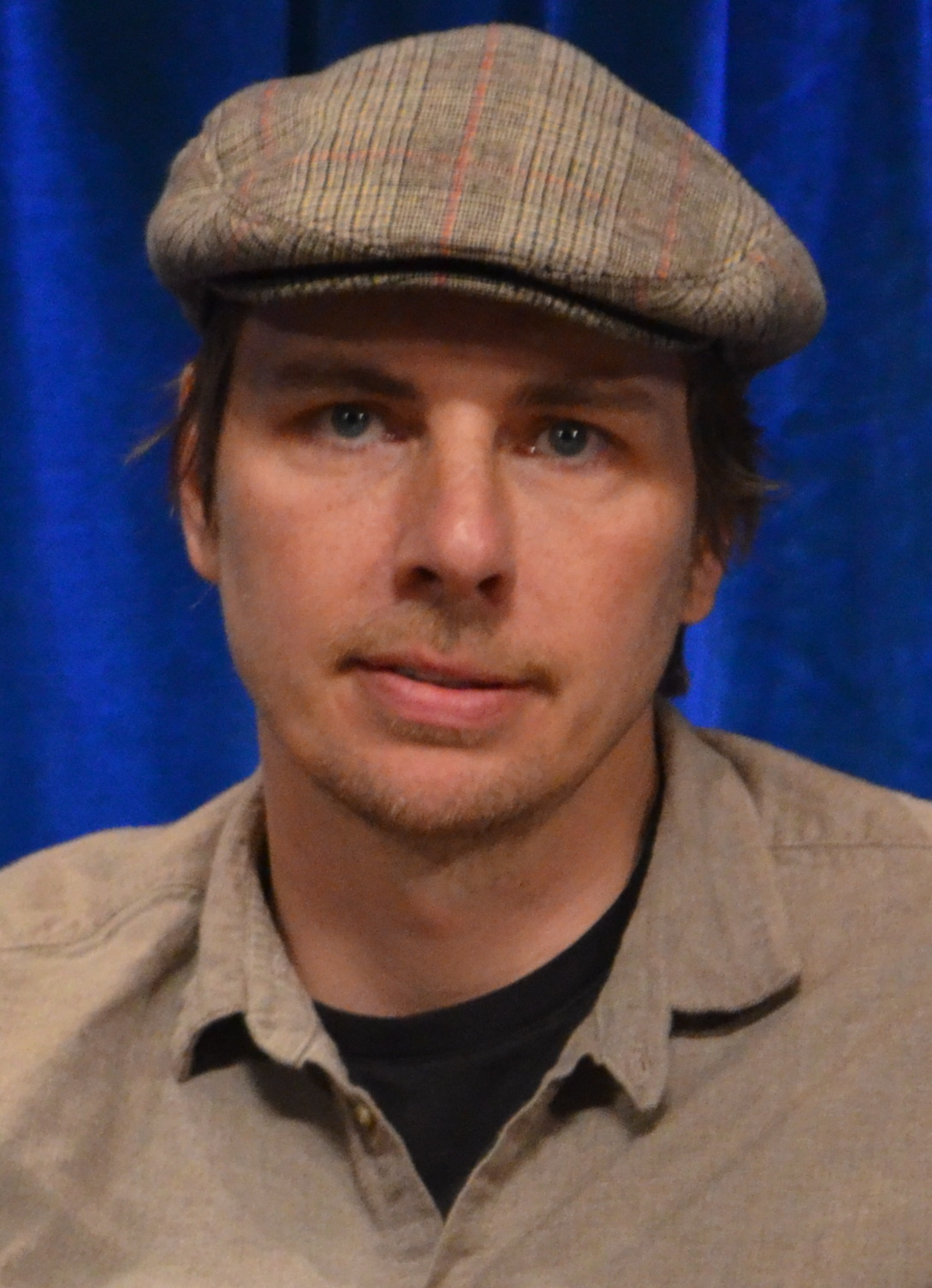
Dax Shepard (Crosby Braverman)
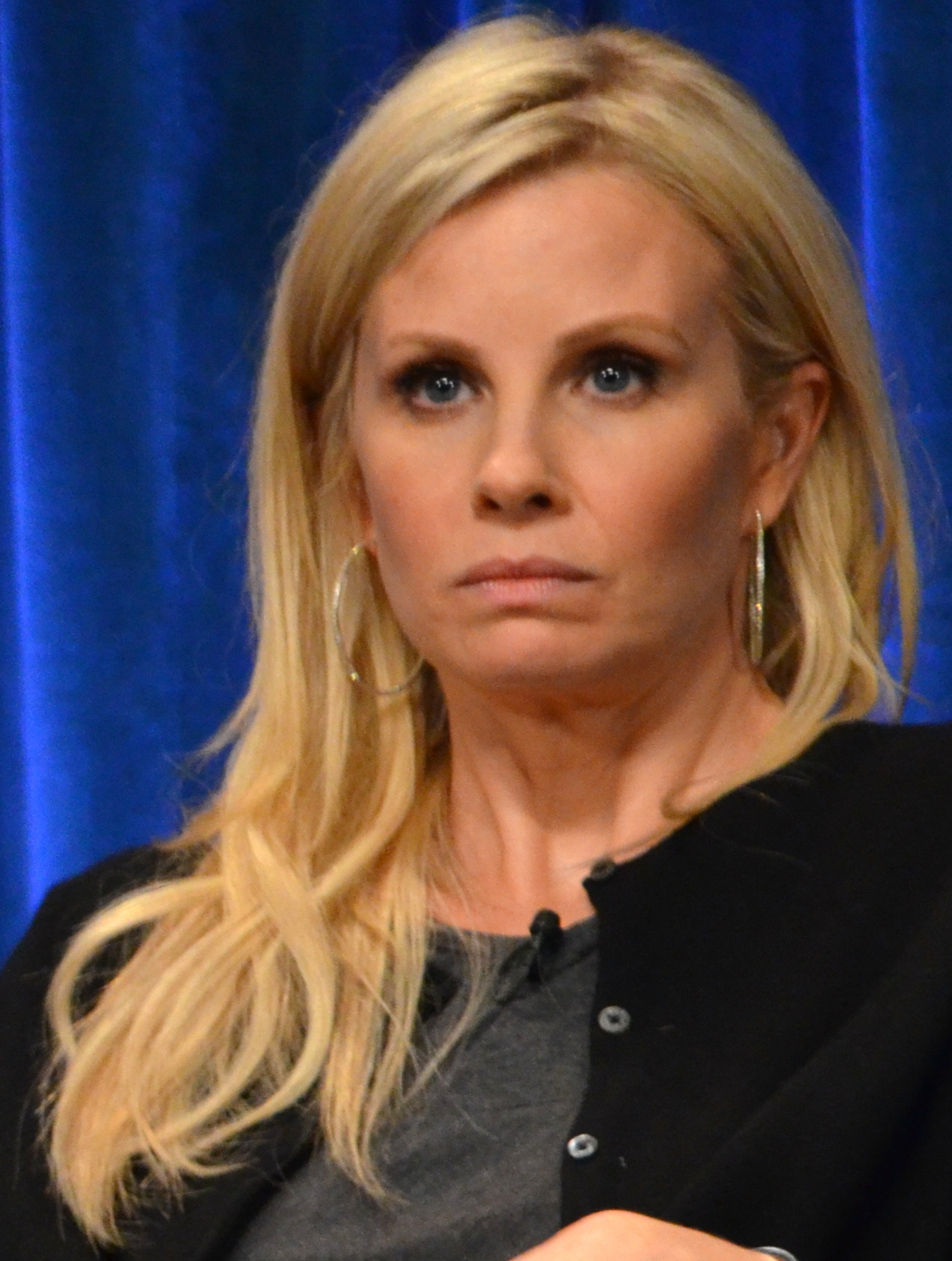
Monica Potter (Kristina Braverman)
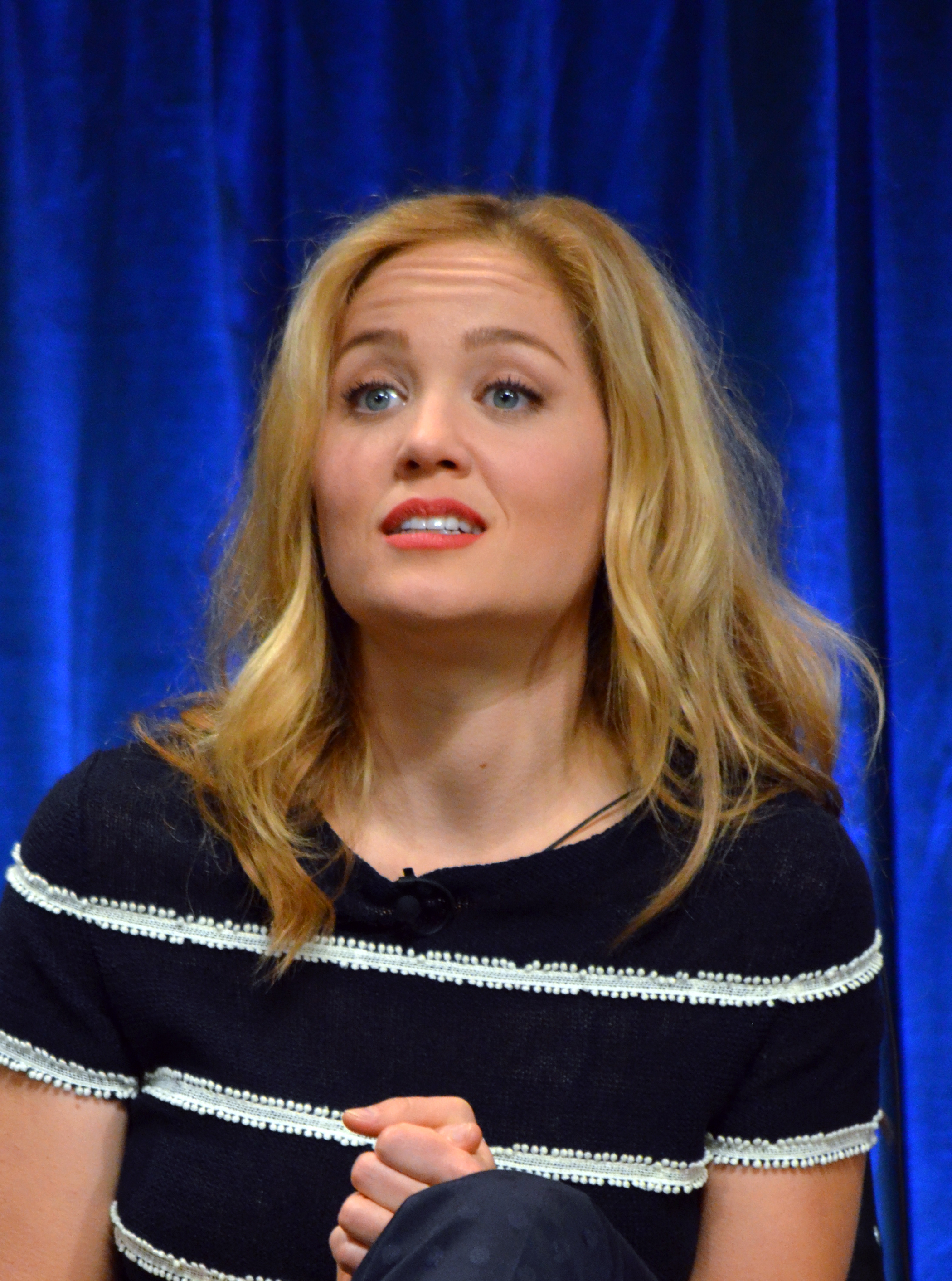
Erika Christensen (Julia Graham)
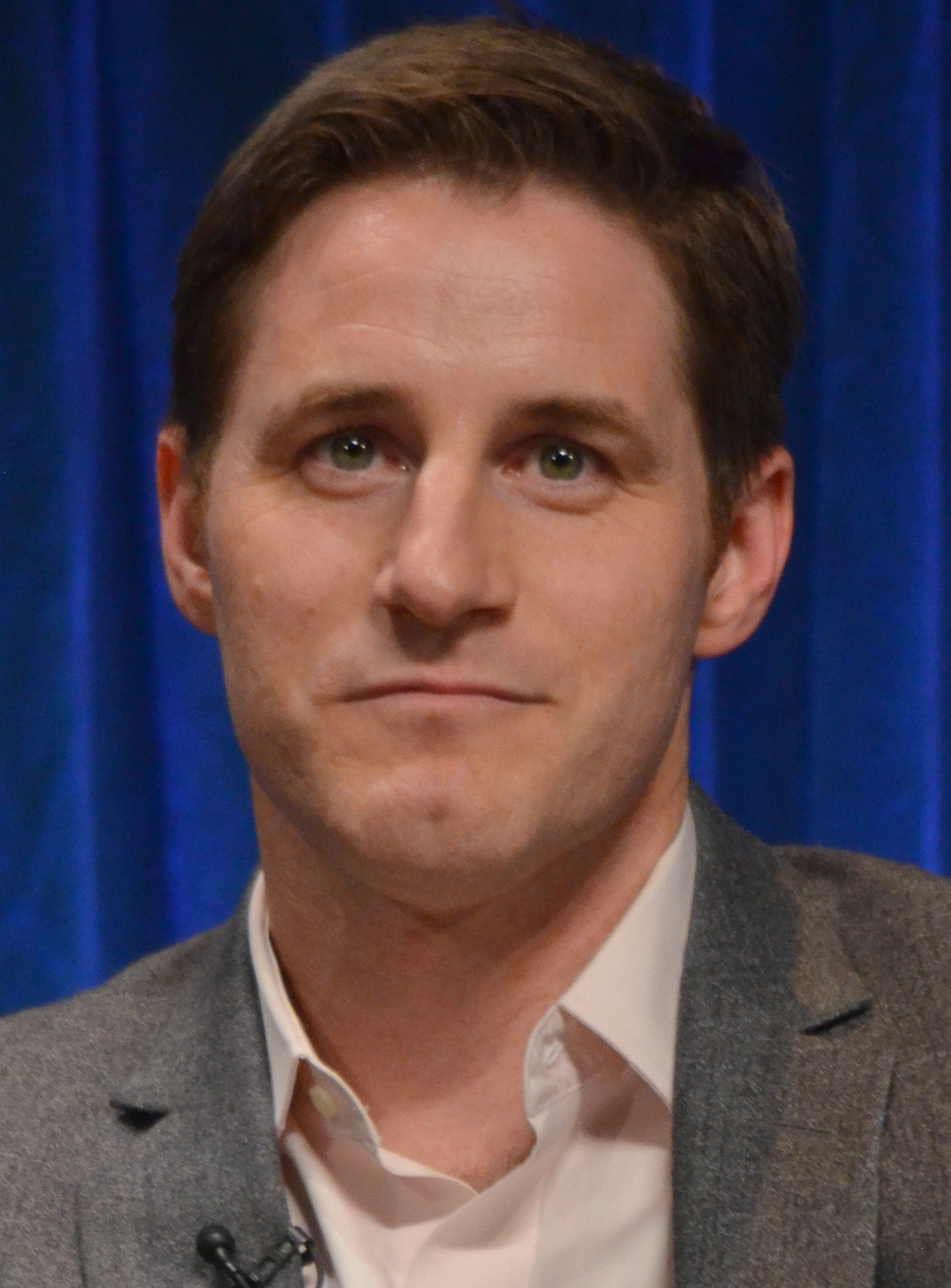
Sam Jaeger (Joel Graham)
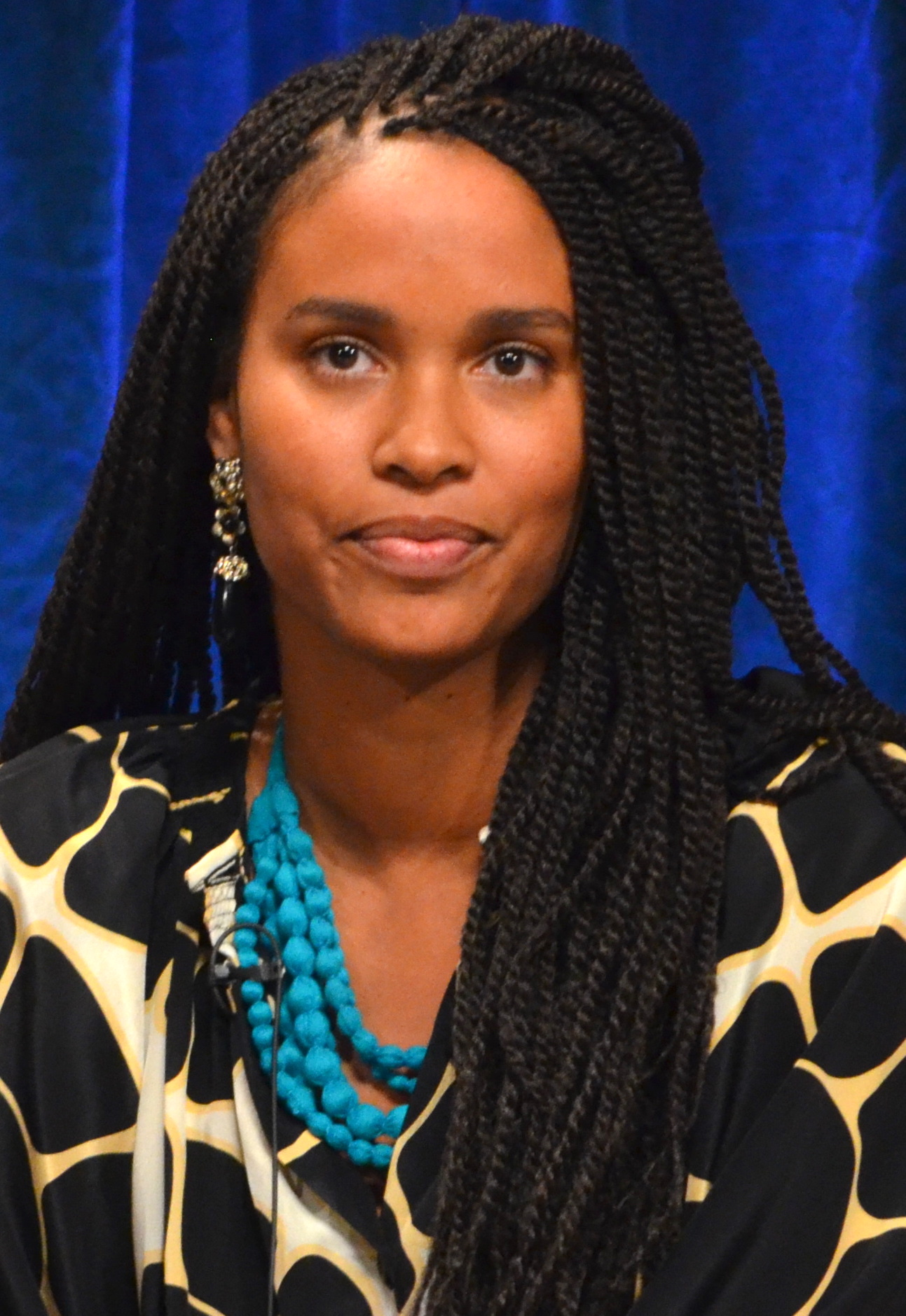
Joy Bryant (Jasmine Braverman)
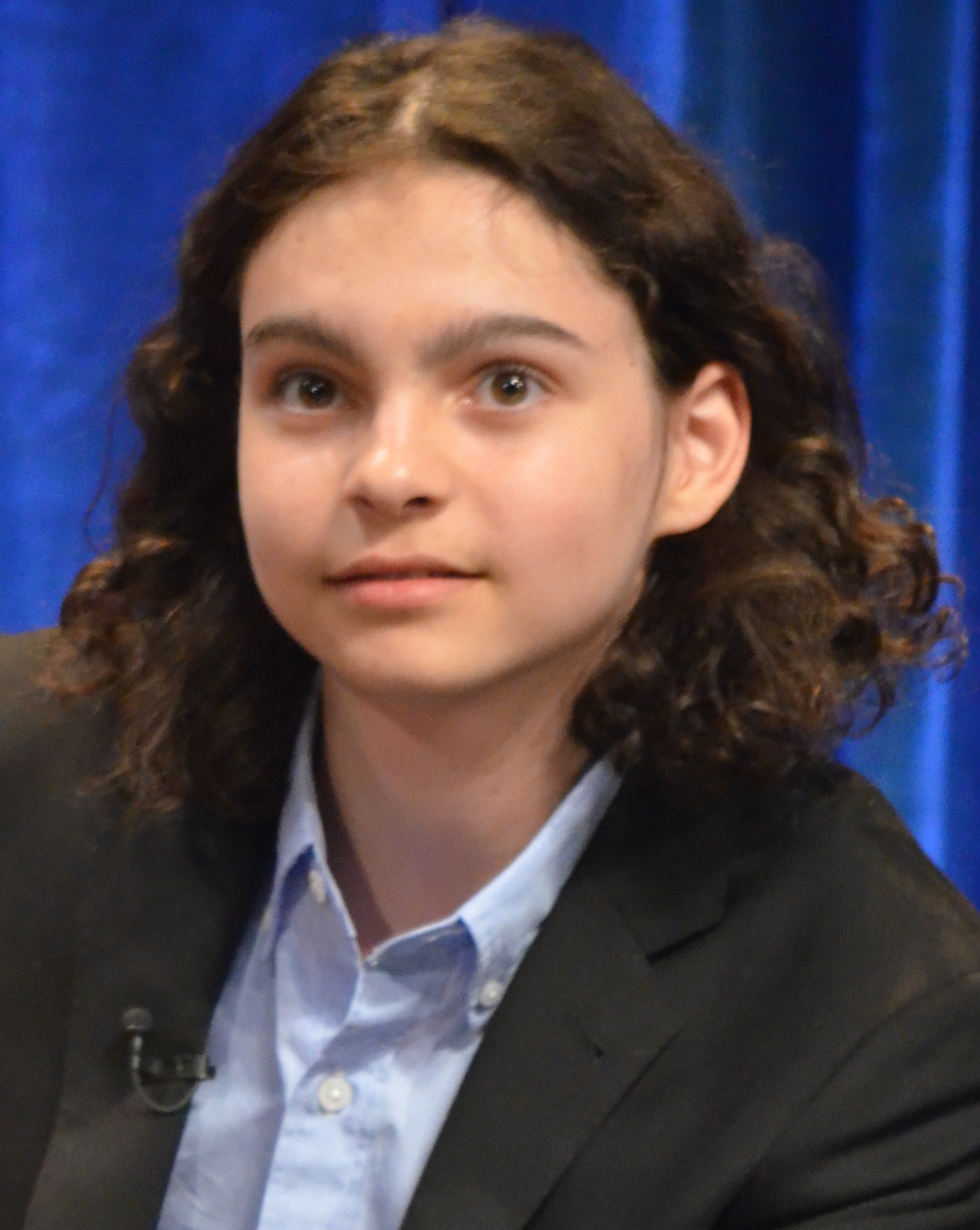
Max Burkholder (Max Braverman)
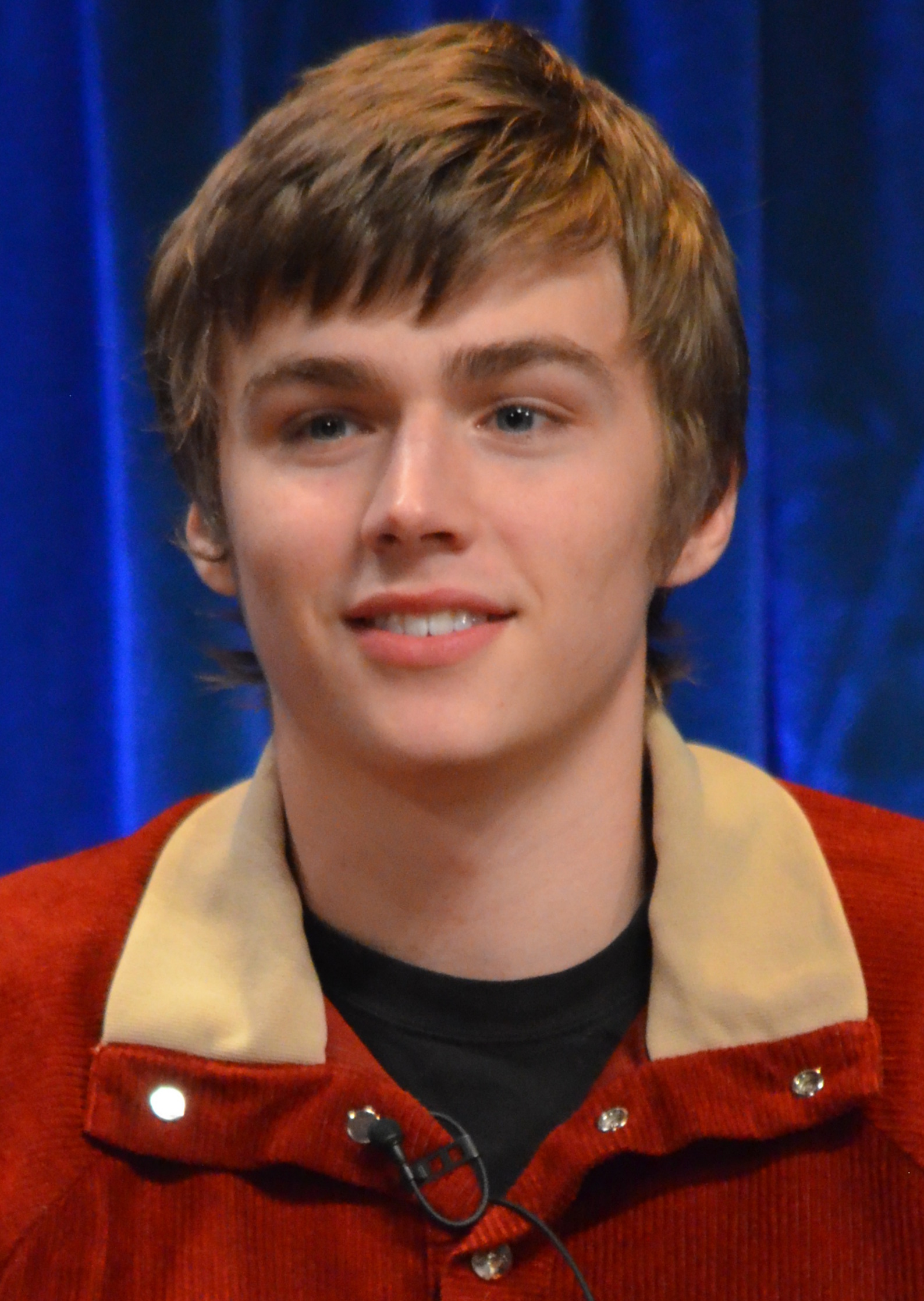
Miles Heizer (Drew Holt)
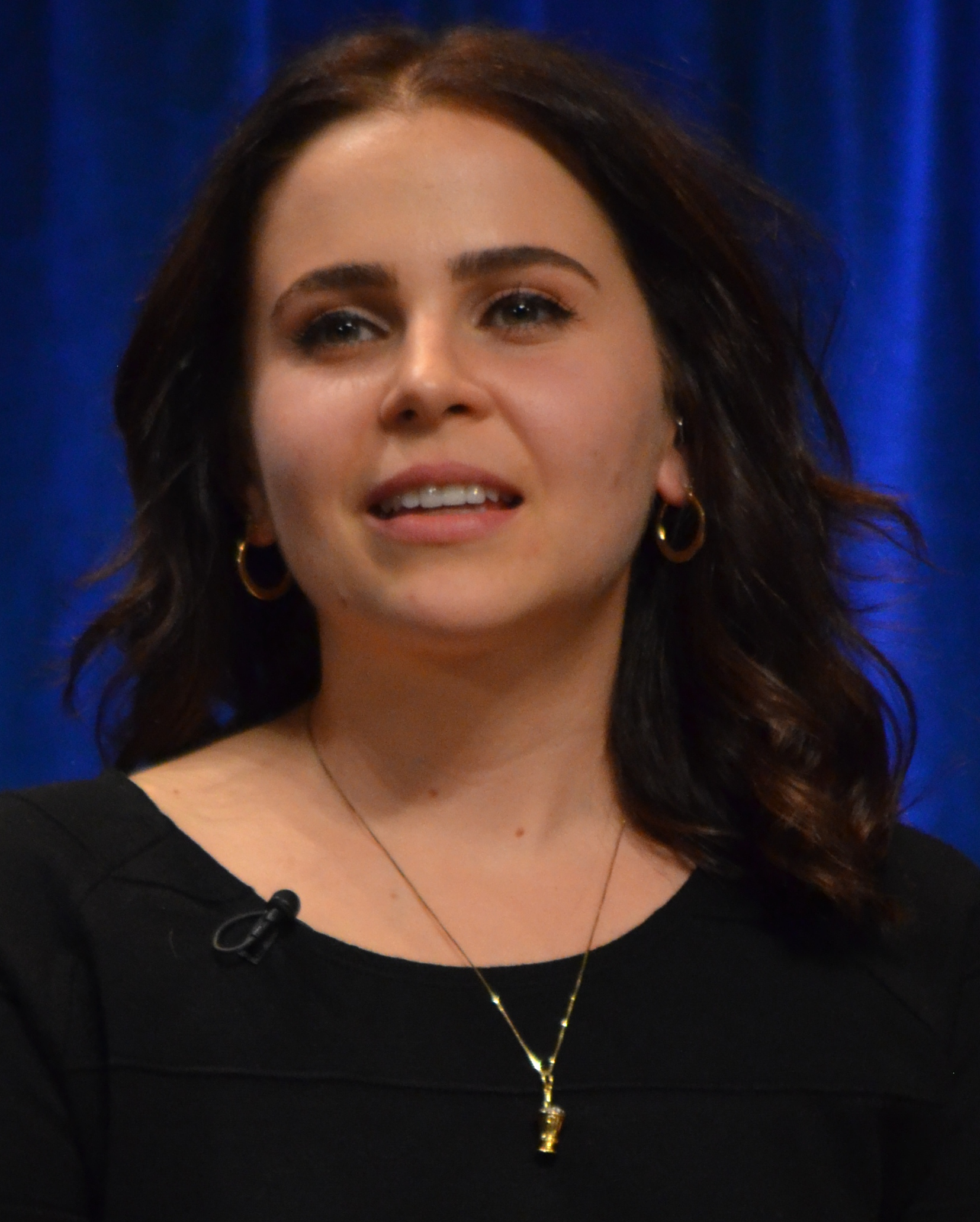
Mae Whitman (Amber Holt)
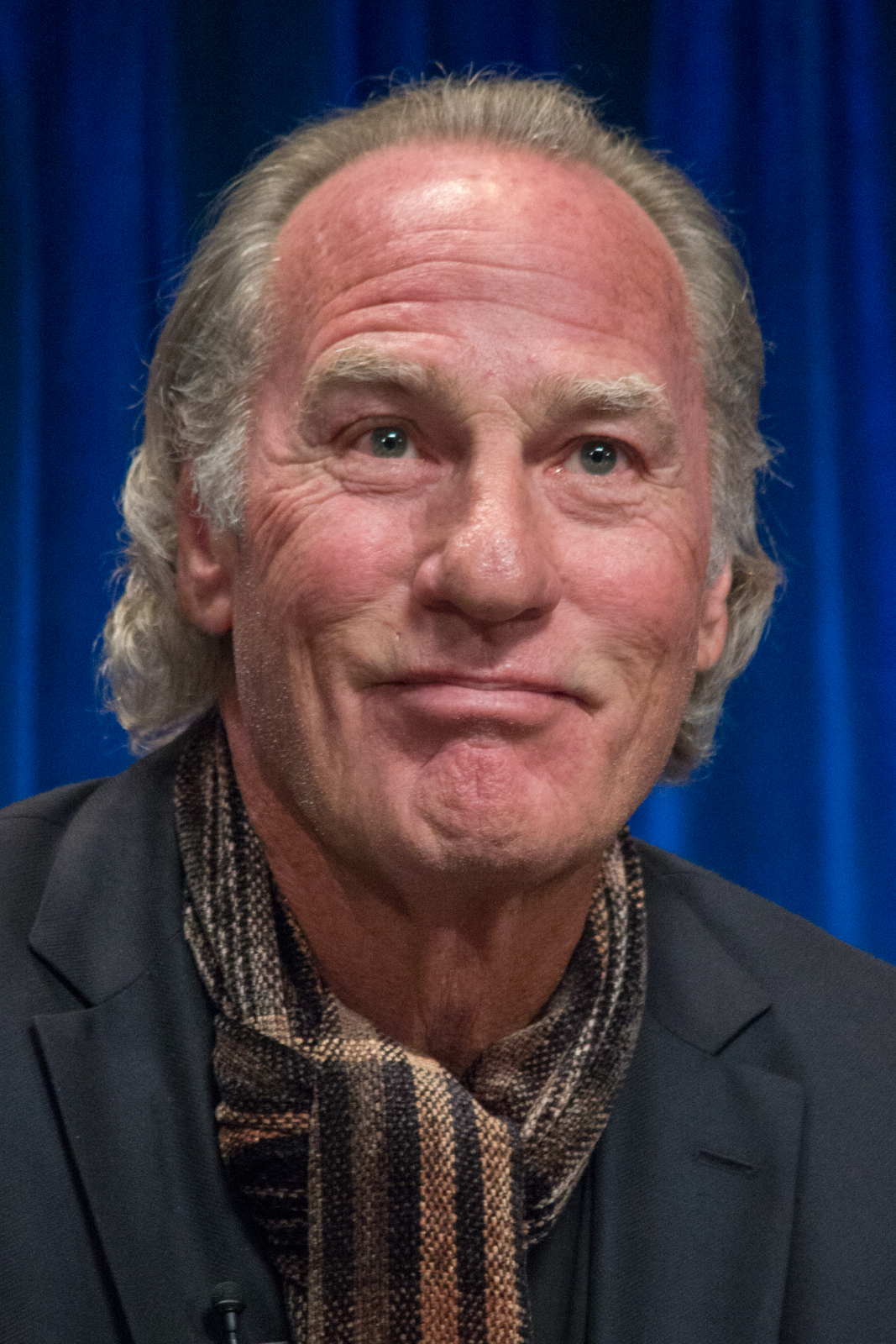
Craig T. Nelson (Zeek Braverman)

### Acteurs récurrents
- Erinn Hayes (VF : Vanina Pradier) : Racquel (saison 1)
- Marguerite Moreau (VF : Marie Zidi) : Katie (saison 1)
- Tom Amandes (VF : Bernard Lanneau) : Docteur Pelikan (saisons 1 et 5, invité saison 2)
- Jason Ritter (VF : Maël Davan-Soulas (saisons 1 et 2) puis Fabrice Fara (depuis la saison 3)) : Mark Cyr (saisons 1, 3 et 4, invité saisons 2, 5 et 6)
- Minka Kelly (VF : Nadine Girard) : Gaby (saison 2, invitée saison 1)
- Asher Book (VF : Yoann Sover) : Steve Williams (saison 1)
- William Baldwin (VF : Xavier Fagnon) : Gordon Flint (saison 2)
- Phil Abrams (VF : Christophe Peyroux) : Phil Lessing (saisons 1 et 2, invité saisons 3 et 4)
- Mia et Ella Allan : Nora Braverman (saisons 3 à 6)
- Amanda Foreman (VF : Natacha Muller) : Suze Lessing (saisons 1 et 2, invitée saisons 3 et 4)
- Tina Lifford (en) (VF : Danièle Hazan (saisons 1 et 2) puis Cathy Cerdà (saison 3 à 6)) : Renee Trussell (saisons 2 et 4, invité saisons 1, 3, 4 et 6)
- Michael B. Jordan (VF : Jean-Baptiste Anoumon) : Alex (saisons 2 et 3)
- John Corbett (VF : Boris Rehlinger) : Seth Holt (saisons 2 et 3, invité saisons 1 et 5)
- Skyler Day (en) (VF : Alice Taurand) : Amy Ellis (saisons 3 à 5)
- Rosa Salazar (VF : Ludivine Maffren) : Zoe (saison 3)
- Alexandra Daddario (VF : Kelly Marot) : Rachel (saison 3)
- Matt Lauria (VF : Thierry D'Armor) : Ryan (saisons 4 et 5, invité saison 6)
- Courtney Grosbeck (VF : Lisa Caruso) : Ruby (saisons 4 et 6, invitée saison 5)
- Jurnee Smollett (VF : Laëtitia Lefebvre) : Heather Hall (saison 5)
- Josh Stamberg (VF : Cédric Barbereau) : Carl Fletcher (saison 5)

- Version française
  - Société de doublage : Nice Fellow[7]
  - Direction artistique : Sophie Deschaumes[7]
  - Adaptation des dialogues : Sabine Kremer et Françoise Lévy[7]

Source VF : Doublage Séries Database

## Arbre généalogique de la famille fictive Braverman
|                  |                  |                              |                              |                              |                              |                              |                              |               |               |                |                |                |                |                |                |                |                |                |                |                |                |           |           |            |            |                 |                 | Zeek Braverman  | Zeek Braverman  | Zeek Braverman  | Zeek Braverman  | Zeek Braverman | Zeek Braverman |             |             | Camille Braverman | Camille Braverman | Camille Braverman | Camille Braverman | Camille Braverman | Camille Braverman |               |               |               |               |              |              |               |               |                  |                  |                  |                  |                  |                  |                 |                 |                           |                           |                           |                           |                           |                           |                |                |                |                |                |                |  |  |  |  |
|                  |                  |                              |                              |                              |                              |                              |                              |               |               |                |                |                |                |                |                |                |                |                |                |                |                |           |           |            |            |                 |                 | Zeek Braverman  | Zeek Braverman  | Zeek Braverman  | Zeek Braverman  | Zeek Braverman | Zeek Braverman |             |             | Camille Braverman | Camille Braverman | Camille Braverman | Camille Braverman | Camille Braverman | Camille Braverman |               |               |               |               |              |              |               |               |                  |                  |                  |                  |                  |                  |                 |                 |                           |                           |                           |                           |                           |                           |                |                |                |                |                |                |  |  |  |  |
|                  |                  |                              |                              |                              |                              |                              |                              |               |               |                |                |                |                |                |                |                |                |                |                |                |                |           |           |            |            |                 |                 |                 |                 |                 |                 |                |                |             |             |                   |                   |                   |                   |                   |                   |               |               |               |               |              |              |               |               |                  |                  |                  |                  |                  |                  |                 |                 |                           |                           |                           |                           |                           |                           |                |                |                |                |                |                |  |  |  |  |
|                  |                  |                              |                              |                              |                              |                              |                              |               |               |                |                |                |                |                |                |                |                |                |                |                |                |           |           |            |            |                 |                 |                 |                 |                 |                 |                |                |             |             |                   |                   |                   |                   |                   |                   |               |               |               |               |              |              |               |               |                  |                  |                  |                  |                  |                  |                 |                 |                           |                           |                           |                           |                           |                           |                |                |                |                |                |                |  |  |  |  |
|                  |                  | Kristina Zuckerman-Braverman | Kristina Zuckerman-Braverman | Kristina Zuckerman-Braverman | Kristina Zuckerman-Braverman | Kristina Zuckerman-Braverman | Kristina Zuckerman-Braverman |               |               | Adam Braverman | Adam Braverman | Adam Braverman | Adam Braverman | Adam Braverman | Adam Braverman |                |                | Seth Holt      | Seth Holt      | Seth Holt      | Seth Holt      | Seth Holt | Seth Holt |            |            | Sarah Braverman | Sarah Braverman | Sarah Braverman | Sarah Braverman | Sarah Braverman | Sarah Braverman |                |                | Joel Graham | Joel Graham | Joel Graham       | Joel Graham       | Joel Graham       | Joel Graham       |                   |                   | Julia Graham  | Julia Graham  | Julia Graham  | Julia Graham  | Julia Graham | Julia Graham |               |               | Crosby Braverman | Crosby Braverman | Crosby Braverman | Crosby Braverman | Crosby Braverman | Crosby Braverman |                 |                 | Jasmine Trussel Braverman | Jasmine Trussel Braverman | Jasmine Trussel Braverman | Jasmine Trussel Braverman | Jasmine Trussel Braverman | Jasmine Trussel Braverman |                |                |                |                |                |                |  |  |  |  |
|                  |                  | Kristina Zuckerman-Braverman | Kristina Zuckerman-Braverman | Kristina Zuckerman-Braverman | Kristina Zuckerman-Braverman | Kristina Zuckerman-Braverman | Kristina Zuckerman-Braverman |               |               | Adam Braverman | Adam Braverman | Adam Braverman | Adam Braverman | Adam Braverman | Adam Braverman |                |                | Seth Holt      | Seth Holt      | Seth Holt      | Seth Holt      | Seth Holt | Seth Holt |            |            | Sarah Braverman | Sarah Braverman | Sarah Braverman | Sarah Braverman | Sarah Braverman | Sarah Braverman |                |                | Joel Graham | Joel Graham | Joel Graham       | Joel Graham       | Joel Graham       | Joel Graham       |                   |                   | Julia Graham  | Julia Graham  | Julia Graham  | Julia Graham  | Julia Graham | Julia Graham |               |               | Crosby Braverman | Crosby Braverman | Crosby Braverman | Crosby Braverman | Crosby Braverman | Crosby Braverman |                 |                 | Jasmine Trussel Braverman | Jasmine Trussel Braverman | Jasmine Trussel Braverman | Jasmine Trussel Braverman | Jasmine Trussel Braverman | Jasmine Trussel Braverman |                |                |                |                |                |                |  |  |  |  |
|                  |                  |                              |                              |                              |                              |                              |                              |               |               |                |                |                |                |                |                |                |                |                |                |                |                |           |           |            |            |                 |                 |                 |                 |                 |                 |                |                |             |             |                   |                   |                   |                   |                   |                   |               |               |               |               |              |              |               |               |                  |                  |                  |                  |                  |                  |                 |                 |                           |                           |                           |                           |                           |                           |                |                |                |                |                |                |  |  |  |  |
|                  |                  |                              |                              |                              |                              |                              |                              |               |               |                |                |                |                |                |                |                |                |                |                |                |                |           |           |            |            |                 |                 |                 |                 |                 |                 |                |                |             |             |                   |                   |                   |                   |                   |                   |               |               |               |               |              |              |               |               |                  |                  |                  |                  |                  |                  |                 |                 |                           |                           |                           |                           |                           |                           |                |                |                |                |                |                |  |  |  |  |
| Haddie Braverman | Haddie Braverman | Haddie Braverman             | Haddie Braverman             | Haddie Braverman             | Haddie Braverman             |                              |                              | Max Braverman | Max Braverman | Max Braverman  | Max Braverman  | Max Braverman  | Max Braverman  |                |                | Nora Braverman | Nora Braverman | Nora Braverman | Nora Braverman | Nora Braverman | Nora Braverman |           |           | Amber Holt | Amber Holt | Amber Holt      | Amber Holt      | Amber Holt      | Amber Holt      |                 |                 | Andrew Holt    | Andrew Holt    | Andrew Holt | Andrew Holt | Andrew Holt       | Andrew Holt       |                   |                   | Sydney Graham     | Sydney Graham     | Sydney Graham | Sydney Graham | Sydney Graham | Sydney Graham |              |              | Victor Graham | Victor Graham | Victor Graham    | Victor Graham    | Victor Graham    | Victor Graham    |                  |                  | Jabbar Trussell | Jabbar Trussell | Jabbar Trussell           | Jabbar Trussell           | Jabbar Trussell           | Jabbar Trussell           |                           |                           | Aida Braverman | Aida Braverman | Aida Braverman | Aida Braverman | Aida Braverman | Aida Braverman |  |  |  |  |

## Développement
Le pilote a été commandé à la fin janvier 2009. Le casting a débuté en mars, dans cet ordre : Erika Christensen (Julia), Peter Krause (Adam), Maura Tierney (Sarah), Craig T. Nelson (Zeek), Dax Shepard (Crosby), Mae Whitman (Amber) et Sarah Ramos (Haddie), Max Burkholder (Max), Diane Farr (Kristina) remplacée une semaine plus tard par Monica Potter ainsi que Sam Jaeger (Joel) et Bonnie Bedelia (Camille).
NBC commande la série le 4 mai 2009 et deux semaines plus tard lors des Upfronts, place la série dans la case du mercredi à 20 h à l'automne, et un mois plus tard, NBC annonce le début de la série pour le 23 septembre 2009.
La production devait initialement reprendre le 27 juillet, mais a été repoussée à la fin septembre (repoussant la série à la mi-saison) pour congé de maladie pour Maura Tierney (tumeur au sein). Entre-temps en août, Joy Bryant décroche un rôle principal (Jasmine). Le 10 septembre, Maura Tierney décide finalement de quitter la série. Helen Hunt a été approchée pour reprendre le rôle, qui a plutôt été attribué à Lauren Graham pour le rôle de Sarah.

## Épisodes
| Saison | Saison | Nombre d'épisodes | Jour et heure de diffusion | Diffusion originale sur NBC | Diffusion originale sur NBC | Année     | Audience moyenne (en millions) | Audience moyenne (en millions) | Audience moyenne (en millions) |
| Saison | Saison | Nombre d'épisodes | Jour et heure de diffusion | Début de saison             | Fin de saison               | Année     | Première                       | Finale                         | Moyenne                        |
| ------ | ------ | ----------------- | -------------------------- | --------------------------- | --------------------------- | --------- | ------------------------------ | ------------------------------ | ------------------------------ |
|        | 1      | 13                | Mardi 22 h                 | 2 mars 2010                 | 25 mai 2010                 | 2010      | 8.10                           | 6.04                           | 6.38                           |
|        | 2      | 22                | Mardi 22 h                 | 14 septembre 2010           | 19 avril 2011               | 2010-2011 | 7.60                           | 6.32                           | 5.40                           |
|        | 3      | 18                | Mardi 22 h                 | 13 septembre 2011           | 28 février 2012             | 2011-2012 | 6.29                           | 5.16                           | 5.10                           |
|        | 4      | 15                | Mardi 22 h                 | 11 septembre 2012           | 22 janvier 2013             | 2012-2013 | 5.48                           | 4.87                           | 5.00                           |
|        | 5      | 22                | Jeudi 22 h                 | 26 septembre 2013           | 17 avril 2014               | 2013-2014 | 5.06                           | 3.99                           | 4.00                           |
|        | 6      | 13                | Jeudi 22 h                 | 25 septembre 2014           | 29 janvier 2015             | 2014-2015 | 4.26                           | 5.46                           | 4.20                           |

## Audiences aux États-Unis
Le mardi 2 mars 2010, l’épisode pilote est diffusé sur NBC qui parvient à rassembler 8,10 millions de téléspectateurs, et un taux de 3,1 % sur les 18/49 ans, la cible prisée des annonceurs américains. Ensuite les épisodes se stabilisent autour des 6 millions de téléspectateurs pour réunir en moyenne 6,38 millions de téléspectateurs lors de sa première saison
La deuxième saison de la série est lancée le mardi 14 septembre 2011 après America's Got Talent. Cet épisode réalise un retour correct en réunissant 7,60 millions de téléspectateurs, avec taux de 2,8 % sur les 18/49 ans. Ensuite les audiences ce tassent autour des 5 millions de téléspectateurs jusqu'au final de la saison qui réalise la deuxième meilleure audience de la saison en réunissant 6,32 millions de téléspectateurs.
En moyenne la saison 2 réunit 5,40 millions de téléspectateurs.
Le 13 septembre 2011, la troisième saison rassemble 6,29 millions de téléspectateurs avec un 2,2 % sur les 18/49 ans pour son retour. Ensuite les épisodes 2 à 9 montre une bonne stabilité avec des audiences au-dessus des 5 millions de téléspectateurs. Cependant l'épisode 10 chute à 4,57 millions de téléspectateurs pour ensuite réaliser la deuxième meilleure audience de la saison en touchant 5,76 millions de téléspectateurs lors du onzième épisode. Mais à son retour en janvier 2012, les audiences ne dépasse pas les 5 millions de téléspectateurs jusqu'au final de la saison 3 qui rassemble 5,16 millions de téléspectateurs. Cette saison est une nouvelle fois en chute en réunissant en moyenne de 5,10 millions de téléspectateurs, ce qui reste une moyenne satisfaisante vu le contexte de la chaine.
Le 11 septembre 2012, la quatrième saison revient devant 5,48 millions de téléspectateurs avec un taux de 1,9 % sur les 18-49 ans. Après les audiences faiblissent pour réaliser des scores en dessous de 5 millions de téléspectateurs. La série délivre son record d'audience de la saison que ce soit sur le public et les 18-49 ans en récoltant 5,73 millions de téléspectateurs avec un taux de 2 % sur les 18-49 ans. Lors de cette saison la série réunit 5 millions de téléspectateurs.
La cinquième saison, fait un retour honorable dans une case horaire sinistrée devant 5,06 millions de téléspectateurs avec un taux de 1,6 % sur les 18-49 ans. Ensuite au fil des épisodes les audiences déclinent pour réunir en moyenne 4,00 millions de téléspectateurs lors de cette saison.
Audiences américaines moyennes par saison? ?

## Sorties DVD
| Intitulé du coffret   | Nombre d'épisodes par saison | Dates de sortie                    | Dates de sortie             | Nombre de disques | Nombre de disques | Société(s) de distribution             |
| Intitulé du coffret   | Nombre d'épisodes par saison | Zone 1 (dont États-Unis et Canada) | Zone 2 (Europe dont France) | Nombre de disques | Nombre de disques | Société(s) de distribution             |
| Intitulé du coffret   | Nombre d'épisodes par saison | DVD                                | DVD                         | Nombre de disques | Nombre de disques | Société(s) de distribution             |
| --------------------- | ---------------------------- | ---------------------------------- | --------------------------- | ----------------- | ----------------- | -------------------------------------- |
| Parenthood - Saison 1 | 13                           | 31 août 2010                       | 7 juin 2011                 | 4                 | 3                 | Universal Pictures (zone 1) & (zone 2) |
| Parenthood - Saison 2 | 22                           | 30 août 2011                       | 6 décembre 2011             | 6                 | 5                 | Universal Pictures (zone 1) & (zone 2) |
| Parenthood - Saison 3 | 18                           | 8 août 2012                        | inconnu                     | 4                 | inconnu           | Universal Pictures (zone 1) & (zone 2) |
| Parenthood - Saison 4 | 15                           | 20 août 2013                       | indéterminée                | 3                 | inconnu           | Universal Pictures (zone 1) & (zone 2) |

## Récompenses
- 2013 : Academy Television Honors

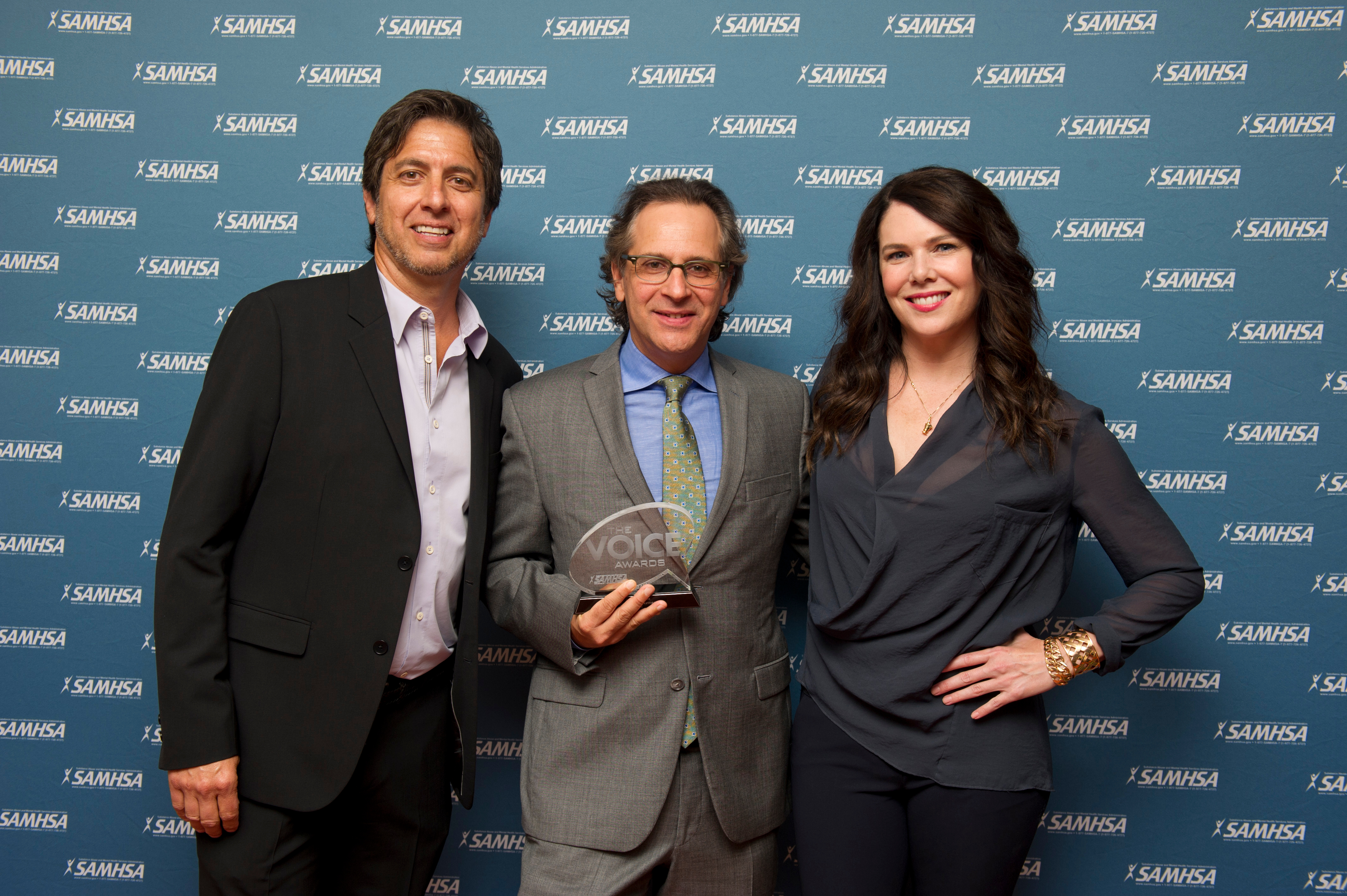
Le showrunner Jason Katims, entouré des acteurs Ray Romano et Lauren Graham, aux Voice Awards, en août 2014.

- 2013 : Critics' Choice Television Awards : Meilleure actrice dans un second rôle dans une série dramatique pour Monica Potter